# Josef Nairz
Josef Nairz (Innsbruck, 5 novembre 1936) è un ex bobbista austriaco, medaglia d'argento olimpica a Innsbruck 1964 nel bob a quattro.

## Biografia
Attivo negli anni sessanta come frenatore per la squadra nazionale austriaca, ha gareggiato principalmente negli equipaggi pilotati da Erwin Thaler, con il quale ha ottenuto tutti i suoi più importanti successi. 
Ha partecipato ai Giochi olimpici invernali di a Innsbruck 1964, dove vinse la medaglia d'argento nel bob a quattro con Erwin Thaler, Reinhold Durnthaler e Adolf Koxeder e si piazzò all'ottavo posto nel bob a due
Prese inoltre parte ad almeno una edizione dei campionati mondiali, conquistando la medaglia di bronzo nel bob a quattro a Igls 1963 con Erwin Thaler, Reinhold Durnthaler e Adolf Koxeder.

## Palmarès

### Olimpiadi
- 1 medaglia:
  - 1 argento (bob a quattro a Innsbruck 1964).

### Mondiali
- 1 medaglia:
  - 1 bronzo (bob a quattro a Igls 1963).